# لیگ دسته دوم فوتبال ایران ۸۹-۱۳۸۸
لیگ دسته دوم فوتبال ایران ۱۳۸۸–۸۹ در فصل ۱۳۸۸–۸۹ با صعود ۴ تیم به لیگ آزادگان ۹۰–۱۳۸۹ به پایان رسید.